# Universität Tel Aviv
Die Universität Tel Aviv (hebräisch אוּנִיבֶרְסִיטַת תֵּל אָבִיב Ūnīverssīṭat Tel Avīv) zählt etwa 30.000 Studierende und ist damit Israels größte Universität. Unterrichts- und Verwaltungssprache ist meist Neuhebräisch (Ivrit).

## Gliederung
Die Universität besteht aus neun Fakultäten, die sich in 90 Institute gliedern.
- Fakultäten (keine bestimmte Reihenfolge):
  - Yolanda und David Katz-Fakultät der Künste
  - Iby und Aladar Fleischman-Fakultät der Ingenieurwissenschaften
  - Raymond und Beverly Sackler-Fakultät der Naturwissenschaften
  - Lester und Sally Entin-Fakultät der Geisteswissenschaften
  - Buchmann-Fakultät der Rechtswissenschaften
  - George S. Wise-Fakultät für Biologie (Life Sciences)
  - Leon Recanati-Fakultät für Management
  - Sackler-Fakultät für Medizin
  - Gershon H. Gordon-Fakultät der Sozialwissenschaften

## Geschichte
Die Vorläufer der Universität waren drei kleinere Hochschulen und Institute. Der älteste Vorläufer war der Machon ha-Biologi ha-Pedagogi (הַמָּכוֹן הַבִּיוֹלוֹגִי הַפְּדָגוֹגִי ‚das Biologisch-Pädagogische Institut‘), der 1931 im Rechov Jehudah ha-Levi 12 in Tel Aviv als Seminar für Lehrer der Naturwissenschaften gegründet wurde. Es wurde 1953 umbenannt in Machōn Ūnīversīṭaʾī lɘ-Madʿej ha-Ṭeva (מָכוֹן אוּנִיבֶרְסִיטָאִי לְמַדְעֵי הַטֶּבַע ‚Universitäres Institut für Wissenschaften der Natur‘), den der seit 1935 dort tätige Heinrich Mendelssohn dann als Dekan leitete, 1965 war er Vizepräsident der Universität. 

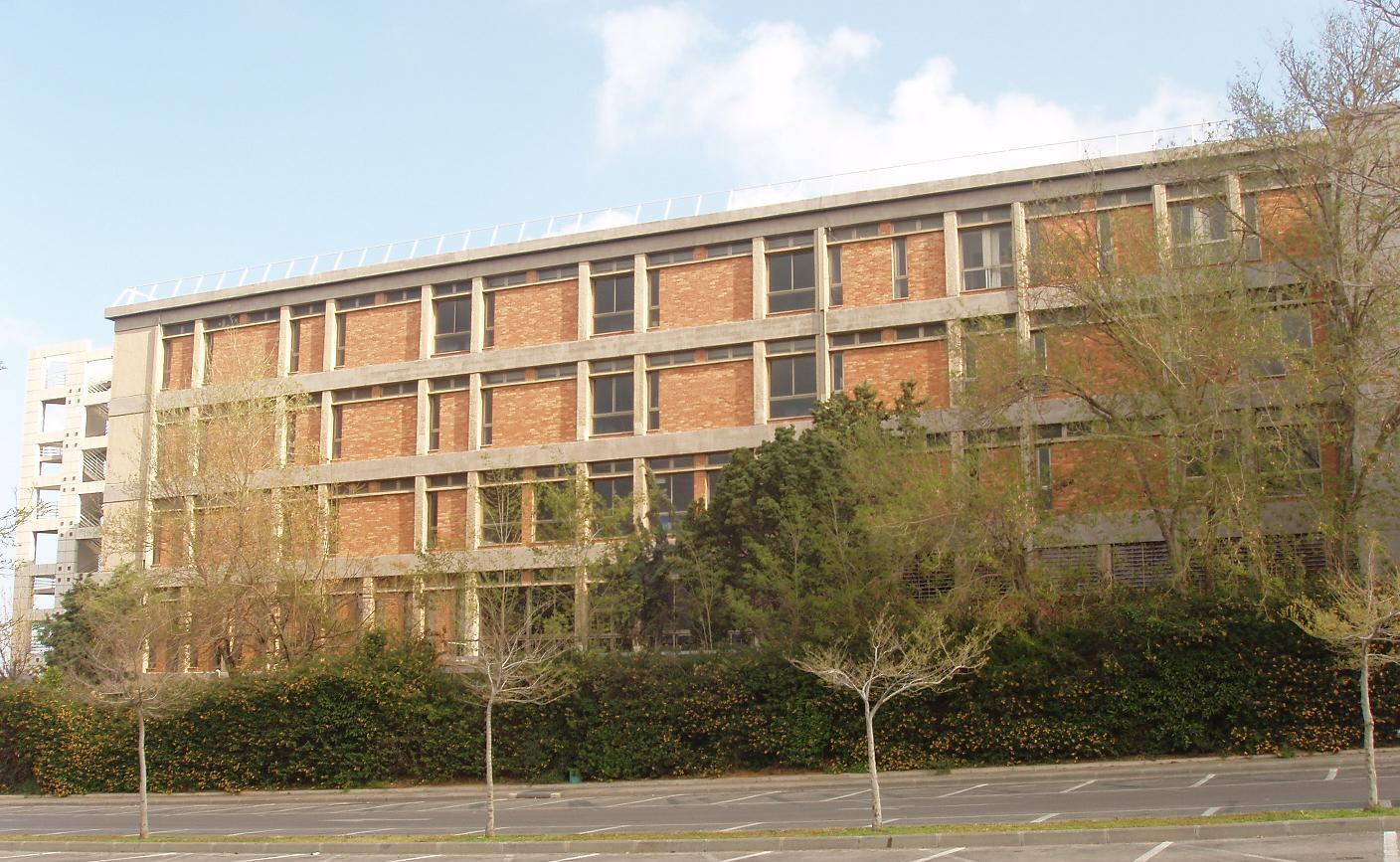
Trubowicz-Bau der Buchmann-Fakultät für Jura, 1955–1959 als erstes Gebäude auf dem Campus Ramat Aviv erbaut nach Plänen Uriel Otto Schillers (1907–1992), Schüler von Peter Behrens

Das zweite Gründungsinstitut war der Beit ha-Sefer ha-Gavōah lɘ-Mischpaṭ wɘ-lɘ-Chalkalah (בֵּית הַסֵּפֶר הַגָּבוֹהַּ לְמִשְׁפָּט וְלְכַלְכָּלָה ‚Hochschule für Recht und Wirtschaft‘), den Fritz Naphtali und andere 1935 eröffneten. Als universelle Lehranstalt hatte die Hochschule bereits die Fakultäten Rechtswissenschaften, Ökonomie, Verwaltung und Politik, Betriebswirtschaftslehre sowie Steuerrecht. Dritte Keimzelle war Ha-Aqademjah lɘ-Mūsīqah ʿal Schem Samūʾel Rūbīn (הָאֲקָדֶּמְיָה לְמוּזִיקָה ע"ש סַמוּאֵל רוּבִּין ‚Samuel-Rubin-Akademie für Musik‘), die ungarische ʿOlim 1945 gründeten.
Beide erstgenannte waren die ersten Einrichtungen höherer Bildung in Tel Aviv überhaupt. 1955 öffnete der Trubowicz-Bau (בניין טרובוביץ`, auch „rotes Haus“ genannt), welches als permanenter Ort für die Hochschule für Recht und Wirtschaft genutzt wurde und den Beginn für das Hochschulgelände im Tel Aviver Stadtteil Ramat Aviv bildete.
Auf dem Grund dieses Stadtteils befand sich ursprünglich das arabische Dorf al-Schaich Muannes (arabisch: الشيخ مؤنس), dessen Bewohner aufgrund des Arabisch-Israelischen Krieges von 1948 flohen und dann an der Rückkehr gehindert wurden. Das heutige Universitätsgelände befindet sich zum großen Teil auf dem Land des damaligen Dorfes. Teile des Landes der Hochschule wurden dabei legal abgekauft, andere allerdings nicht. Das einzig erhaltene Haus des Dorfteils auf dem Universitätsgelände beherbergt heute das Klubhaus der Universität.
Um nun die verschiedenen Hochschulen und Institute zusammenzufassen wurden in den 1950er Jahren verschiedene Initiativen gestartet. Eine von diesen wurde von dem damaligen Tel Aviver Bürgermeister Chaim Levanon ins Leben gerufen und konnte sich letztendlich auch durchsetzen. So wurden die verschiedenen Einrichtungen 1956 vereinigt und am 6. Juni desselben Jahres die Gründung der Universität bekannt gegeben. Professor Israel Efrat wurde der erste Direktor der Universität. 1960 wurden erste Teile vom hohen Bildungsausschuss in Israel anerkannt, später gewannen mehr und mehr Fakultäten akademische Anerkennung.
1978 wurde auf dem Gelände der Universität das Beit Hatefutsot – Nahum Goldmann Diaspora Museum eröffnet, benannt nach dem Gründer und langjährigen Präsidenten des Jüdischen Weltkongresses. 1998 wurde die von Mario Botta entworfene Cymbalista-Synagoge gebaut.
In Deutschland kooperiert die Universität mit der Goethe-Universität Frankfurt am Main. Beide Städte sind durch eine langjährige Partnerschaft verbunden.
Im Dezember 2015 untersagte es die Leitung der Universität Verwaltungsmitarbeitern, mit Studenten Arabisch zu sprechen, obwohl Arabisch eine der beiden Amtssprachen Israels sowie die Muttersprache von 10 bis 15 Prozent der Studenten der Universität Tel Aviv ist. Nach einem Bericht der Zeitung Haaretz im Februar 2016 wurde das Verbot wieder aufgehoben. Zum 1. Oktober 2016 schloss die Universität mit der Otto-Friedrich-Universität Bamberg einen Kooperationsvertrag. Dieser umfasst vor allem den Austausch von Studierenden und Lehrenden sowie gemeinsame kulturelle Aktivitäten und Forschungskooperationen.

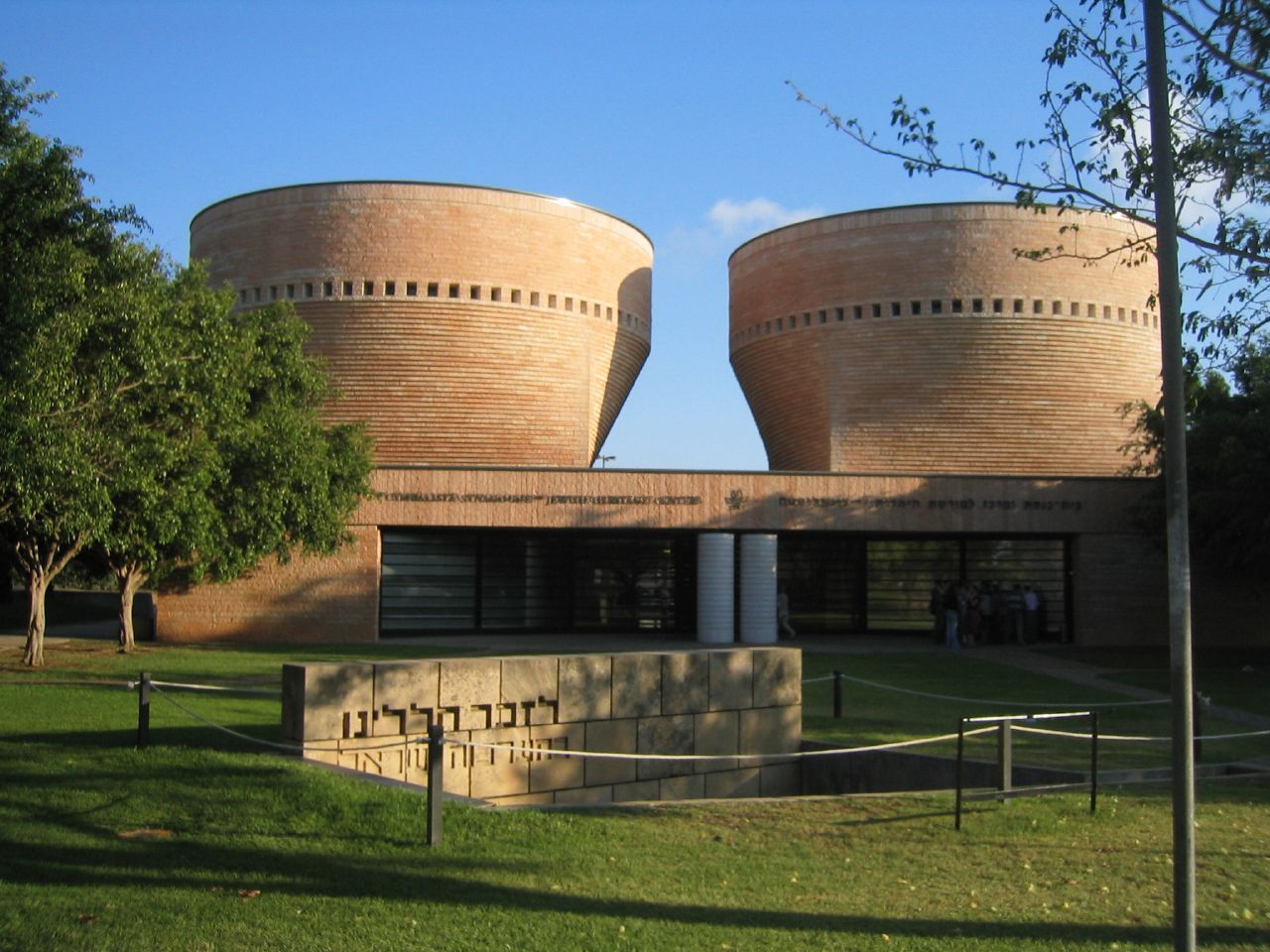
Cymbalista-Synagoge auf dem Campus

Am 4. August 2018 haben zwei Teams der Universität Tel Aviv Universitäts-Europameisterschaft im Debattieren im serbischen Novi Sad gewonnen. Amichay Even-Chen und Ido Kotler siegten in der Kategorie Englisch als Fremdsprache. Die Vorjahressieger Noam Dahan und Tom Manor gewannen dieses Jahr in der Kategorie Englisch als Muttersprache.
Im März 2019 wurde bekannt, dass seit 2014 Studierende aus Afrika und Asien, die offiziell ein fünfzehnmonatiges Master-Programm an der Universität Tel Aviv studieren sollten, tatsächlich nur ein Monat lang tatsächlich an der Universität studierten und die übrige Zeit in landwirtschaftlichen Betrieben illegal bis zu sechzehn Stunden täglich körperliche Arbeit leisten mussten, die keinen Bezug zu ihrer Ausbildung hatte. Die Studierenden kamen mit Studentenvisa nach Israel und hätten daher gar nicht arbeiten dürfen. Die Universität erhielt zahlreiche Beschwerden über dieses Programm, denen jedoch zunächst nicht nachgegangen wurde. Der stellvertretende Rektor der Universität, Raanan Rein, sagte: „Wir hatten anfangs einige Zweifel, doch das Programm hat sich als großer Erfolg erwiesen.“ Erst nachdem die Tageszeitung Haaretz über die die Beschwerden der Studierenden über die „Sklavenarbeit“ sowie über Gerichtsverhandlungen wegen Ausbeutung und illegaler Anstellung berichtet hatte, erklärte die Universität, das Programm entspreche „hohen akademischen Standards“, die Universität würde jedoch ein Team einsetzen, dass die Vorwürfe untersuchen solle.
Im Januar 2021 protestierten Mitglieder des Lehrkörpers gegen eine Zusammenarbeit der Universität Tel Aviv mit der umstrittenen israelischen Universität Ariel im besetzten Westjordanland.

## Bekannte Dozenten

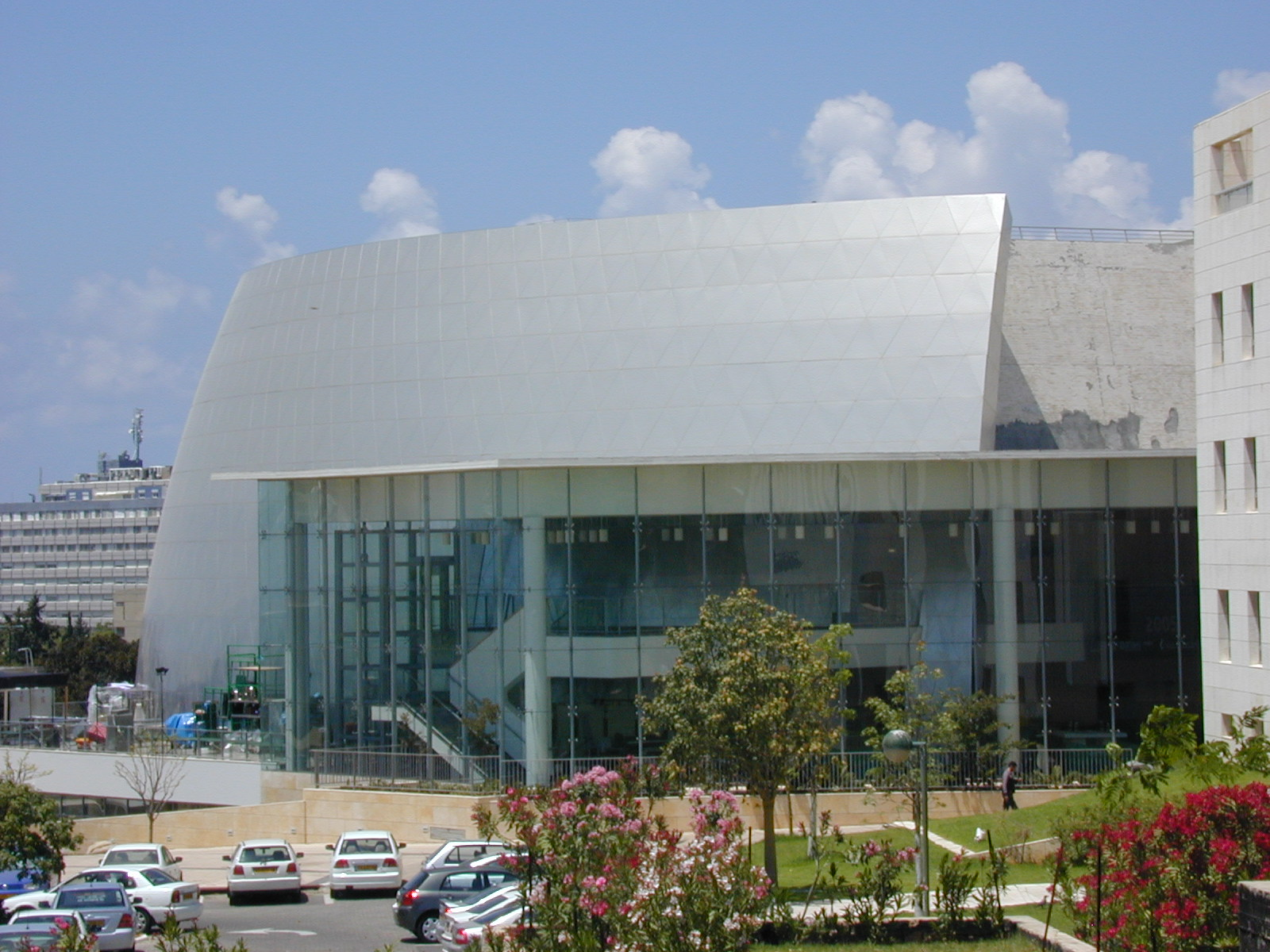
Das Smolars-Auditorium

- Yakir Aharonov (* 1932), theoretische Physik
- Jossi Beilin (* 1948), Politikwissenschaft
- Itzchak Belfer (1923–2021), Bildhauer und Maler
- Judah Moshe Eisenberg (1938–1998), theoretische Atomphysik
- Israel Finkelstein (* 1949), Direktor des archäologischen Instituts
- Ehud Gazit, Nanotechnologie
- Gabriel Gorodetsky (* 1945), Direktor des „Cummings Center for Russian and East European Studies“
- Walter Grab (1919–2000), Historiker
- Heda Jason (* 1932), Folkloristikerin und Erzählforscherin
- Yitzhak Laor (* 1948), Theater und Film
- Nechama Leibowitz (1905–1997), Bibelwissenschaft
- Yuval Ne’eman (1925–2006), Physik
- Susan Neiman (* 1955), Moralphilosophie, politische Philosophie und Philosophiegeschichte
- Amir Pnueli (1941–2009), Informatik
- Yoel Rak (* 1946), Paläoanthropologie und Anatomie
- Ariel Rubinstein (* 1951), Wirtschaftswissenschaften
- Mordecai Seter (1916–1994), Musik
- Leonard Susskind (* 1940), theoretische Physik
- Gideon Toury (1942–2016), Literatur-, Sprach- und Übersetzungswissenschaft
- Moshe Wolman (1914–2009), Pathologie
- Zvi Yavetz (1925–2013), Geschichte
- Amotz Zahavi (1928–2017), Zoologie
- Moshe Zuckermann (* 1949), Soziologie

## Bekannte Absolventen
- Tawfik Abu Wael (* 1976), palästinensischer Filmemacher und Regisseur
- Tzvi Avni (* 1927), Komponist
- Omar Barghouti (* 1964), palästinensischer Aktivist (BDS-Bewegung)
- Schlomo Ben Ami (* 1943), Historiker, Diplomat und Politiker, war der 15. Außenminister Israels
- Orna Berry (* 1949), Informatikerin und Unternehmerin
- Avishay Braverman (* 1948), Volkswirtschaftler, Politiker sowie ehemaliger Präsident der Ben-Gurion-Universität im Negev
- Sara Netanjahu (* 1958), die Frau des israelischen Ministerpräsidenten Benjamin Netanyahu
- Dan Gillerman (* 1944), 13. ständiger Vertreter Israels bei den Vereinten Nationen * Orly Goldwasser, Ägyptologin
- Mosche Kaplinski (* 1957), stellvertretender Generalstabschef der Israelischen Verteidigungsstreitkräfte
- Josef Lapid (1931–2008), Vorsitzender der Shinui, ehemaliger Justizminister und Vizepremier
- Jitzchak Mordechai (* 1944), General und Mitgründer der ehemaligen Partei Mifleget ha-Merkas (Zentrumspartei)
- Yariv Mozer (* 1978), Drehbuchautor, Filmproduzent und Regisseur
- Yoel Rak (* 1946), Paläoanthropologe und Hochschullehrer
- Chaim Ramon (* 1950), Politiker der Kadima, Justizminister.
- Ilan Ramon (1954–2003), Oberst der Luftstreitkräfte und erster israelischer Raumfahrer
- Silwan Schalom (* 1958), ehemaliger Außenminister sowie Finanzminister, Mitglied im Likud
- Ariel Scharon (1928–2014), ehemaliger Ministerpräsident
- Nathan Seiberg (* 1956), israelischer/US-amerikanischer theoretischer Physiker
- Adi Shamir (* 1952), Kryptologieexperte, Miterfinder des RSA-Chiffrierverfahrens
- Gadi Taub (* 1965), Historiker, Schriftsteller, politischer Kolumnist
- Roy Wagner (* 1973), israelischer Mathematiker und Wissenschaftshistoriker
- Jossi Wieler (* 1951), Schweizer Theater- und Opernregisseur
- Eliahu Winograd (1926–2018), ehemaliger Richter am Obersten Gericht Israels und Vorsitzender der Winograd-Kommission
- Michael Wolffsohn[11] (* 1947), Historiker und ehemaliger Professor für Neuere Geschichte an der Universität der Bundeswehr München
- David Zilberman (* 1947), Ökonom
- Ghil'ad Zuckermann (* 1971), Sprachwissenschaftler